# Дряново (Пловдивская область)
Дряново (болг. Дряново) — село в Болгарии. Находится в Пловдивской области, входит в общину Лыки. Население составляет 200 человек.

## Политическая ситуация
В местном кметстве Дряново, в состав которого входит Дряново, должность кмета (старосты) исполняет Стефан Трендафилов Чукалов (Болгарская социалистическая партия (БСП)) по результатам выборов.
Кмет (мэр) общины Лыки — Красимир Славчев Манов (Болгарская социалистическая партия (БСП)) по результатам выборов.